# Souls of Black
Albums de Testament
Practice What You Preach
(1989) The Ritual
(1992)
Souls of Black est le quatrième album studio du groupe de thrash metal américain Testament. Il s'agit de l'avant-dernier album enregistré avec la formation d'origine du groupe. L'album est sorti le 9 octobre 1990 sous les labels Atlantic Records et Megaforce Records.

## Composition
- Chuck Billy – chant
- Alex Skolnick – guitare
- Eric Peterson – guitare
- Greg Christian – basse
- Louie Clemente – batterie

## Liste des morceaux
Tous les titres de l'album ont été composés par Testament
1. Beginning of the End – 0:35
2. Face in the Sky – 3:53
3. Falling Fast – 4:05
4. Souls of Black – 3:22
5. Absence of Light – 3:54
6. Love to Hate – 3:40
7. Malpractice – 4:43
8. One Man's Fate – 4:49
9. The Legacy – 5:30
10. Seven Days of May – 4:40